# Richard Sellmer Verlag
Der Richard Sellmer Verlag ist das einzige Unternehmen in Deutschland, das sich ausschließlich mit Produktion und Vertrieb von Adventskalendern befasst. Es gilt als Marktführer.

## Geschichte
Richard Sellmer begann im Jahr 1946 in Stuttgart mit der Herstellung von Adventskalendern. Am 9. Dezember 1946 genehmigte die US-amerikanische Besatzungsmacht ihren Druck. Es entstand in der Folge in Handarbeit mit dem Motiv „Die kleine Stadt“ der erste Nachkriegsadventskalender in Deutschland.
Die konstante Nachfrage des Saisonproduktes im Inland führte zum Aufblühen des Familienbetriebs. In der ersten Hälfte der 1950er Jahre suchte sich der Firmengründer auch die Vereinigten Staaten als Absatzmarkt aus. Als in einer dortigen Zeitung ein Bild von Präsident Eisenhowers Enkelkindern mit einem Adventskalender des Verlags erschienen war, wollten viele US-Amerikaner ebenfalls ein solches Produkt kaufen. Inzwischen exportiert das Unternehmen weltweit in 30 Staaten und erzielt damit mehr als 50 Prozent seines Umsatzes.

## Produktpalette
Einziges Produkt sind Adventskalender. Das Unternehmen verfügt über rund 120 Motive hierfür. Davon gehen etwa 30 Motive pro Jahr in den Druck. Jährlich kommen zwischen fünf und zehn neu hinzu. Religiöse Motive finden nach den Angaben des Unternehmens besonders in den USA und Großbritannien ihre Abnehmer. Daneben werden Kalender mit nostalgischen winterlichen Stadtszenen, verschneiten Landschaften oder weihnachtlich gestimmte Motive produziert.
Aufgebrachte Glanzeffekte aus allerfeinsten Aluminiumschnitzeln lassen die bunt bedruckten Papiererzeugnisse funkeln. Neben den herkömmlichen Adventskalendern werden auch mit Schokolade gefüllte Exemplare an den Handel abgegeben. Die ersten Lieferungen verlassen im März eines Jahres, letzte im Herbst das Unternehmen. Nach Angaben des Bundesverbands der deutschen Süßwarenindustrie wurden im Jahr 2007 in 32 Millionen Adventskalendern insgesamt rund 2400 Tonnen Schokolade hinter den zu öffnenden 24 Türchen verborgen.